# Контейнеровоз Е-класу
Клас E включає вісім контейнеровозів місткістю 14 770 двадцятифутових еквівалентних одиниць (TEU). Кожен корабель-побратим має назву, що починається з літери «Е». До 2012 року вони були найбільшим контейнеровозом, коли-небудь побудованим, і є одними з найдовших суден, які зараз використовуються, довжиною 398 метрів у довжину та 56 метрів у ширину. Належать данській AP Moller-Maersk Group. Першим в цьому класі був побудований Emma Mærsk компанією Odense Steel Shipyard, Данія. Кораблі «Емма», Естель, і Ойген були об’єктами телевізійних документальних фільмів. За класом E з'явився більший і економічніший клас Triple Е.

## Оновлення ємності
У 2016 році було прийнято рішення підвищити потужність кораблів і зробити їх ефективнішими на менших швидкостях. Збільшення пропускної спроможності відбулося за рахунок збільшення висоти кріпильних містків і надбудови додаткового поверху в житловому блоці. Це дозволяє складати контейнери вище на палубі. Щоб підтримувати стабільність, з боків житлового блоку були додані резервуари для лотків. Роботи проводилися на верфі Qingdao Beihai Shipbuilding Heavy Industry в Китаї.

## Список кораблів
| Корабель       | Номер двору | номер IMO | Доставка            | Статус            | посилання |
| -------------- | ----------- | --------- | ------------------- | ----------------- | --------- |
| Emma Mærsk     | L203        | 9321483   | 31 серпня 2006 р    | На обслуговуванні |           |
| Estelle Mærsk  | L204        | 9321495   | 9 листопада 2006    | На обслуговуванні |           |
| Eleonora Mærsk | L205        | 9321500   | 12 січня 2007 р     | На обслуговуванні |           |
| Evelyn Mærsk   | L206        | 9321512   | 29 березня 2007 р   | На обслуговуванні |           |
| Ebba Mærsk     | L207        | 9321524   | 15 червня 2007 р    | На обслуговуванні |           |
| Elly Maersk    | L208        | 9321536   | 5 вересня 2007 р    | На обслуговуванні |           |
| Edith Mærsk    | L209        | 9321548   | 14 листопада 2007 р | На обслуговуванні |           |
| Eugen Mærsk    | L210        | 9321550   | 29 січня 2008 р     | На обслуговуванні |           |

## Дивись також
- Контейнеровоз класу Triple Е